# هيفا أوآ (جزيرة)

جزيرة هيفا أوآ

جزيرة هيفا أوآ ثاني أكبر جزر ماركيساس في البولينسيا الفرنسية في المحيط الهادي تحت الحكم الفرنسي.

## المناخ
يظهر الجدول التالي التغييرات المناخية على مدار السنة لهيفا أوآ:
| البيانات المناخية لـهيفا أوآ      | البيانات المناخية لـهيفا أوآ | البيانات المناخية لـهيفا أوآ | البيانات المناخية لـهيفا أوآ | البيانات المناخية لـهيفا أوآ | البيانات المناخية لـهيفا أوآ | البيانات المناخية لـهيفا أوآ | البيانات المناخية لـهيفا أوآ | البيانات المناخية لـهيفا أوآ | البيانات المناخية لـهيفا أوآ | البيانات المناخية لـهيفا أوآ | البيانات المناخية لـهيفا أوآ | البيانات المناخية لـهيفا أوآ | البيانات المناخية لـهيفا أوآ |
| الشهر                             | يناير                        | فبراير                       | مارس                         | أبريل                        | مايو                         | يونيو                        | يوليو                        | أغسطس                        | سبتمبر                       | أكتوبر                       | نوفمبر                       | ديسمبر                       | المعدل السنوي                |
| --------------------------------- | ---------------------------- | ---------------------------- | ---------------------------- | ---------------------------- | ---------------------------- | ---------------------------- | ---------------------------- | ---------------------------- | ---------------------------- | ---------------------------- | ---------------------------- | ---------------------------- | ---------------------------- |
| متوسط درجة الحرارة الكبرى °م (°ف) | 30 (86)                      | 31 (87)                      | 31 (87)                      | 31 (87)                      | 29 (85)                      | 29 (84)                      | 28 (83)                      | 28 (83)                      | 29 (84)                      | 29 (85)                      | 30 (86)                      | 30 (86)                      | 29 (85)                      |
| المتوسط اليومي °م (°ف)            | 27 (81)                      | 27 (81)                      | 28 (82)                      | 28 (82)                      | 27 (80)                      | 26 (79)                      | 26 (78)                      | 26 (78)                      | 26 (79)                      | 26 (79)                      | 27 (80)                      | 27 (81)                      | 27 (80)                      |
| متوسط درجة الحرارة الصغرى °م (°ف) | 23 (74)                      | 24 (75)                      | 24 (76)                      | 24 (76)                      | 24 (75)                      | 23 (74)                      | 23 (74)                      | 23 (73)                      | 23 (73)                      | 23 (73)                      | 23 (74)                      | 23 (74)                      | 23 (74)                      |
| الهطول مم (إنش)                   | 110 (4.5)                    | 91 (3.6)                     | 110 (4.4)                    | 120 (4.6)                    | 120 (4.8)                    | 180 (6.9)                    | 120 (4.8)                    | 100 (4)                      | 160 (6.2)                    | 79 (3.1)                     | 66 (2.6)                     | 89 (3.5)                     | 1٬290 (50.9)                 |
| المصدر: Weatherbase               |                              |                              |                              |                              |                              |                              |                              |                              |                              |                              |                              |                              |                              |